# Davenport (Nebraska)
Davenport è un villaggio degli Stati Uniti d'America della contea di Thayer nello Stato del Nebraska. La popolazione era di 294 persone al censimento del 2010.

## Storia
Nel 1872, il villaggio è stato pianificato dalla Nebraska Land and Town Company, e dalla linea ferroviaria tra St. Joseph e Denver City (più tardi ripresa dalla Union Pacific) che costruirono attraverso il sito del villaggio. Prende il nome dalla città di Davenport nell'Iowa. Nel 1887, il villaggio è stato ufficialmente incorporato. Nel 1888, la North Western Railroad ha costruito una linea attraverso il villaggio. Con due linee ferroviarie con servizio passeggeri e merci, questo ha portato molti benefici economici al villaggio e ha contribuito a sostenere diversi hotel.

## Geografia fisica
Davenport è situata a 40°18′48″N 97°48′45″W (40.313312, -97.812490).
Secondo lo United States Census Bureau, ha un'area totale di 0,65 miglia quadrate (1,68 km²).

## Società

### Evoluzione demografica
Secondo il censimento del 2010, c'erano 294 persone.

### Etnie e minoranze straniere
Secondo il censimento del 2010, la composizione etnica del villaggio era formata dal 96,3% di bianchi, l'1,4% di altre razze, e il 2,4% di due o più etnie. Ispanici o latinos di qualunque razza erano il 2,4% della popolazione.